# استخدام الهاتف المحمول في المدارس

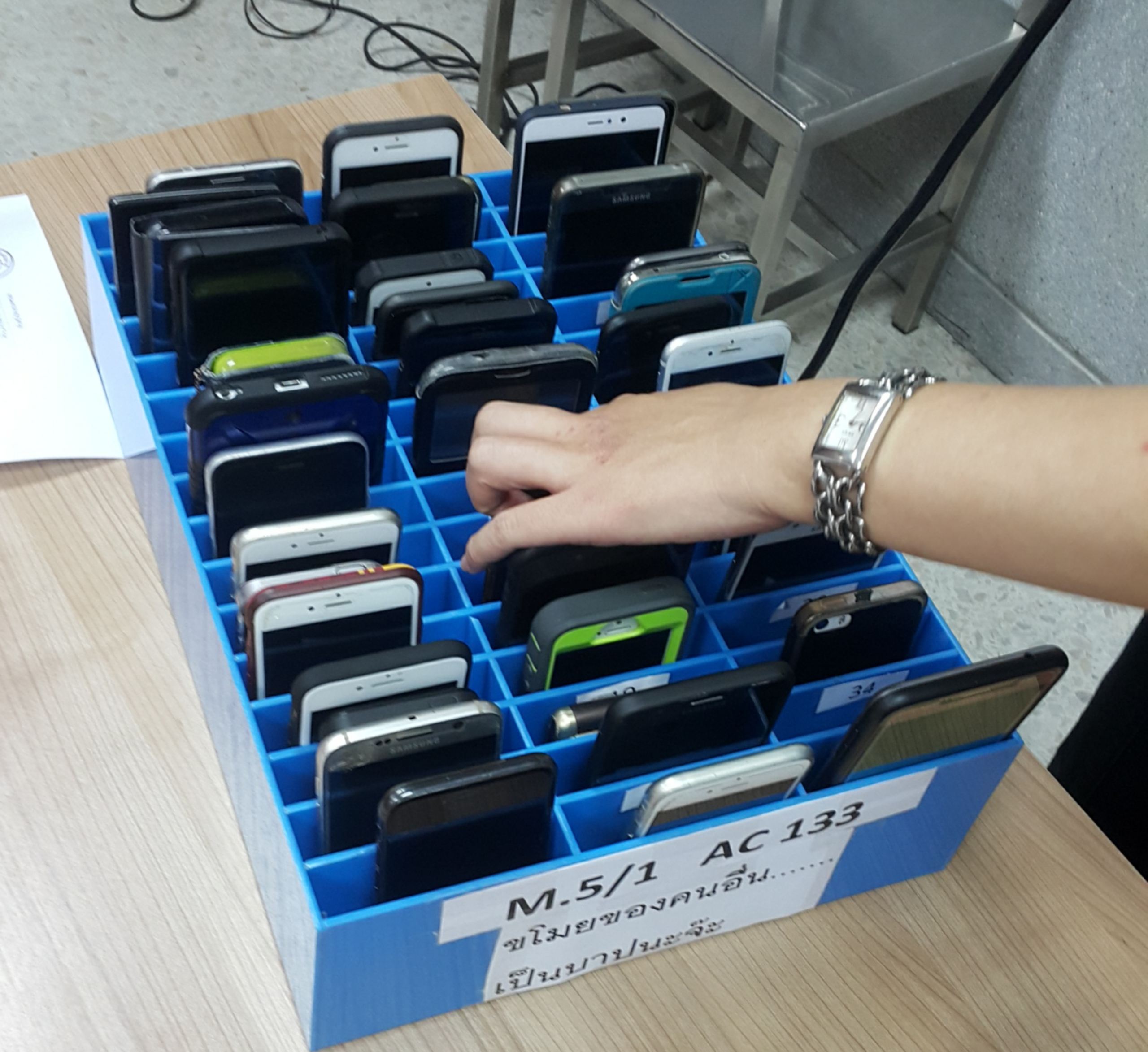
حافظ هواتف يستخدم لإبعاد هواتف الطلبة عنهم في أوقات الدوام.

أصبح استخدام الهواتف المحمولة في المدارس موضوعًا مثيرًا للجدل يُناقشه الطلاب وأولياء الأمور والمدرسون والسلطات.
يعتقد الأشخاص الذين يدعمون استخدام الهواتف المحمولة أن هذه الهواتف ضرورية للسلامة، من خلال السماح للأطفال بالتواصل مع والديهم وأولياء أمورهم، يُمْكِن لهذه الأجهزة تبسيط الكثير من الأمور المدرسية، ومن المهم في عصرنا الحالي أن يتعلم الأطفال كيفية التعامل مع وسائل الإعلام الجديدة بشكل صحيح في أقرب وقت ممكن. يعتقد الكثير من الأشخاص أيضًا، أنه يجب عليك الاستفادة من حقيقة أنه في الوقت الحاضر، لم تعد هناك حاجة لتذكر كل شيء بعد الآن، إذ يمكن استخدام الهواتف المحمولة للوصول إلى جميع المعارف الإنسانية في أي مكان تقريبًا، مما يسمح للمدارس بتحويل تركيزها من نقل المعرفة إلى فهم كيفية عمل بعض الأشياء معًا وتعزيز تطور الشخصية والعمل الجماعي والإبداعِ والمهارات الاجتماعية وما إلى ذلك.
يعتقد معارضوا الطلاب الذين يستخدمون الهواتف المحمولة في أثناء وقت المدرسة، أن الهواتف المحمولة تسبب ارتباكاً للطلاب، ويمكن استخدامها بشكل غير مناسب مثل الغش في الاختبارات، والتقاط صور غير ملائمة، ولعب الألعاب المحمولة، بدلاً من الانتباه إلى المعلمين. يقضي الطلاب أكثر الوقت مشتتًا عقلهم بسبب استخدام هواتفهم.
لمنع الاضطراب الناجم عن استخدام الهواتف المحمولة، نفذت بعض المدارس سياسات تُقيِد الطلاب من استخدام هواتفهم خلال ساعات الدراسة. حاول بعض المسؤولين تشويش الهاتف الخلوي، لكن هذه الممارسة غير قانونية في بعض الولايات القضائية. يمكن استخدام البرنامج من أجل مراقبة وتُقَيِيد استخدام الهاتف من أجل تقليل الانحرافات ومنع الاستخدام غير المفيد. ومع ذلك، فإن أساليب التنظيم هذه تثير مخاوف بشأن انتهاك الخصوصية وإساءة استخدام السلطة.

## اللوائح حسب الدولة

### أستراليا
في المدارس الأسترالية، يُنصح باستخدام الهواتف المحمولة فقط في حالة الاتصال بالوالدين أو أولياء الأمور، وذلك فقط في حال سمح الوالد أو الوصي باستخدام الهاتف في أثناء الأنشطة المدرسية مثل: الرحلات المدرسية والتخييم والأنشطة اللاصفية في المدرسة.
يجري تقييد استخدام الهواتف المحمولة المزودة بكاميرات داخل مباني المدرسة، بينما يُحظر استخدامها تمامًا داخل أقسام معينة مثل: غرف تغيير الملابس والحمامات والصالات الرياضية وحمامات السباحة. يُسمح لهم فقط بتصوير الأشخاص أو التقاط صور فوتوغرافية لهم فقط بإذن موقع منهم أو، إذا كان الشخص لم يبلغ السن القانوني  ان يكون لديه أحد الوالدين أو ولي الأمر لإعطاء مذكرة إذن بالتوقيع تسمح بهذه الإجراءات. إذا عُثر على طالب يحمل هاتفًا محمولًا أو أجهزة داخل هذه المناطق، فستجري مصادرته؛ واعتمادًا على الموقف، ستُفرض رسوم أو عواقب.
لا يُسمح باستخدام الهواتف المحمولة لإرسال رسائل مضايقة أو تهديد. إذا قام الطالب بارتكاب مثل هذا الفعل؛ فسوف تتدخل السلطات العليا، بما في ذلك الشرطة لأن هذا يعد انتهاكًا للخصوصية والمضايقة. نظرًا لكون قضايا التنمر والخصوصية والمضايقة مشكلة رئيسية في أستراليا، إذا خالف الطالب أو المعلم هذا القانون؛ فقد يترك لهم سِجِلًّا جِنَائِيًّا، مما يتركهم في وضع غير مناسب في المستقبل.
تعد الهواتف المحمولة من حيث استخدامها داخل الفصل الدراسي إذا لم يتم دمجها بشكل مناسب في بيئة التعلم. وقال رئيس الوزراء غلاديس بيريجليان في مقال في آي بي سي أخبار: "نريد التأكد من أن الهواتف المحمولة والأجهزة الذكية الأخرى تساعد في تعلم الطلاب ويتم التعامل معها في المدرسة بطريقة مناسبة للعمر".
تم تقسيم المعاهد التعليمية الأسترالية بحسب إذا كان ينبغي منع الهواتف حَقًّا في الفصول الدراسية أو السماح باستخدامها فقط لفترة معينة من الوقت خلال ساعات الدراسة، لكن حكومة نيو ساوث ويلز قد حظرت استخدام الهواتف بالكامل من مدارسها الابتدائية منذ عام 2019. وفقًا لما قاله بريمير: "يجب أن تكون التكنولوجيا هناك لمساعدة الطفل على التعلم. يجب ألا يكون هناك لإزعاجهم أو جعلهم يشعرون بعدم الارتياح".
سبب حظر الهواتف هو إيقاف التنمر من خلال الإنترنت والجسدي على حدٍّ سواء وإزالة الملهيات من الفصول الدراسية.
قالت رئيسة وزراء نيو ساوث ويلز غلاديس بيرجيكليان لصحيفة سڤن سْن رايز»Seven's Sunrise«: "لسوء الحظ، لا تشتت الهواتف المحمولة انتباه الأطفال فحسب، بل تسبب أيضًا ضغوطًا عليهم، ولا يمكننا الاستمرار في ذلك". سيتم تنفيذ ذلك عن طريق إعاقة وصول الطلاب إلى الهواتف أثناء النهار إلا إذا طلب أحد الوالدين أو ولي الأمر أن يحتاج الطالب إلى استخدامها. سيحتفظ المعلم دائمًا بالهاتف معه في مكان ما حيث لا يزال بإمكان الطالب الوصول إليه قبل وبعد المدرسة.

### الصين
منذ نوفمبر 2018، حظرت جميع المدارس الابتدائية والثانوية في مقاطعة شاندونغ الصينية استخدام الهواتف المحمولة في الفصول الدراسية. في فبراير 2021، أعلنت الصين أنه سيتم منع الأطفال من استخدام الهواتف المحمولة في المدارس ما لم يجلبوا موافقة الوالدين.

### فرنسا
الهواتف المحمولة محظورة على الطلاب الذين تتراوح أعمارهم بين 3 و 15 عامًا، منذ سبتمبر 2018. في ديسمبر 2017، أصدر وزير التعليم الفرنسي جان ميشيل بلانكير توجيهاً: يحظر استخدام الهواتف الذكية في المدارس من قبل الأطفال حتى سن 15.

### اليونان
يُمنع بموجب القانون ولا يُسمح باستخدام الهواتف المحمولة من قبل الطلاب في مبنى المدرسة سواء إجراء مكالمات هاتفية أو أرسال رسائل نصية أو استخدام كاميرا  الفيديو أو أجهزة تسجيل أخرى أو عن طريق أجهزة أخرى  تحتوي على نظام معالجة للصور والصوت مثل الساعات الذكية أو سماعات الرأس. يجب على الطلاب إغلاق هواتفهم المحمولة أو ضبط الوضع الصامت والاحتفاظ بها في حقائبهم.

### أيران
في إيران، لا يُسمح للطلاب بإحضار هواتفهم إلى المدرسة؛  عقوبة القيام بذلك هي الطرد من المدرسة من  3 إلى 7 أيام.
قد تصادر بعض المدارس الهاتف المحمول للطلاب حتى نهاية العام الدراسي.

### ماليزيا
بالنسبة للمدارس التابعة لوزارة التعليم الماليزية، فإن جلب الطلاب هواتفهم إلى المدرسة وكذلك إلى مساكن الطلبة بالمدارس الداخلية يعتبر مخالفة للتعليمات. يعتمد الطلاب على  استخدام الهواتف العامة للمدرسة أو استعارة الهاتف المحمول للمعلم في حالة الطوارئ. سيتم مصادرة الهواتف التي يتم إحضارها إلى المدرسة وأخبار أولياء أمور الطلاب الذين أحضروها  لاسترداد الهواتف. اذا كان الطالب ارتكب هذا الفعل لأول مرة، فسيتم إصدار تحذير. سيتعين على الطالب وأولياء أمورهم أيضًا التوقيع على خطاب تعهد "خطاب وعد" يتعهد فيه الطالب بعدم إحضار هاتفه إلى المدرسة مرة أخرى. إذا كان الطالب قد كرر المخالفة، فسيتم منعه من استخدام مرافق المدرسة أو السكن الجامعي أو سيتم استبعاده من البرامج أو الأنشطة المدرسية. ومع ذلك، قد تختلف إجراءات المُتعبة والعقوبات القياسية حسب المدرسة.